# Carl Michael Raab
Carl Adam Michael (Carl Michael) Raab, född 8 november 1962, är en svensk friherre och förste arkivarie samt biträdande statsheraldiker vid Riksarkivet. Tillsammans med Riksarkivets dåvarande heraldiske konstnär Henrik Dahlström utvecklade han 2013 den applikation för mobiltelefoner som visar ett urval av symboler som utgör Sveriges visuella identitet och kulturarv.

## Familj
Carl Michael Raab är son till sektionschefen friherre Carl-Johan Raab och Alice Maude Elisabeth Tersmeden. Han är sedan sin fars död 1998 huvudman för den friherrliga ätten Raab nr 286. Han är skriven i Solna kommun och sammanbor med författaren Kristina Lauridsen.

## Utmärkelser
- För nit och redlighet i rikets tjänst.[4]
- Rättsriddare av Johanniterorden i Sverige.[4]